# Морковная муха
Муха морковная (лат. Chamaepsila rosae) — насекомое семейства Psilidae.

## Описание
Длина тела около 4,5 мм, блестяще-чёрная, с нежным беловатым пушком; голова красно-жёлтая; щупальца и ноги жёлтые; щетинка усика слегка пушистая; крылья длиннее брюшка, прозрачные, с буровато-жёлтыми жилками.
Личинка длиной до 5 мм; бледно-жёлтая, безногая, безголовая, круглая, спереди суживается, на заднем, закругленном конце два коротких чёрных отростка с дыхальцами.
Мухи летают в первый раз рано весной и кладут яйца у основания молодых стеблей моркови; личинки проникают в корень; подрастая, выходят из корня и окукливаются в земле.
В конце июня и в июле появляется второе поколение мух, личинки которых живут так же как и первые, а осенью окукливаются и зимуют. Пораженная морковь гниёт. Нападают иногда на репу.
Наиболее подвержены нападению крупные и длинные корнеплоды, а также несладкие сорта моркови.

## Меры борьбы
Выдергивание с корнем и немедленное уничтожение пожелтевших растений. Обработка посевов специализированными инсектицидами проводится в том случае, если количество личинок более одной на 20 корнеплодов.

## Профилактические меры
Правильная агротехника выращивания растений позволяет избежать их заражения морковной мухой. Профилактические меры борьбы с вредителем таковы:
- использование севооборота (каждый следующий посев производится на расстоянии 500—1000 м от предыдущего);
- чередование культур для посева (морковь лучше всего высаживать на участках, где ранее росли редис, томаты, лук, чеснок);
- смешение культур при посеве (чередование посева моркови с посевами лука или чеснока);
- не рекомендуется перед посевом вносить в грунт свежий навоз, поскольку он провоцирует активное размножение насекомых;
- морковные мухи предпочитают влажные места, а потому место для посадки моркови не должно быть затемненным и влажным, а полив урожая должен быть умеренным;
- следует избегать слишком плотной посадки корнеплодов.